# Задостойник
Задосто́йник — одно из православных богослужебных песнопений, следующих за литургическим песнопением «Милость мира» с евхаристическим каноном. В качестве задостойника, по русской богослужебной традиции, могут служить припев с ирмосом 9-й песни канона утрени или «О Тебе радуется» (богородичен седальна восьмого гласа в воскресенье на утрени, по второй кафизме). В греческой традиции существуют отступления от этого правила.

## Название
Своё название задостойник получил благодаря расположению в каноне. Согласно Типикону, он поётся вместо Богородичной песни; поскольку первые слова этой песни — «достойно есть…», постепенно сложилось соответствующее название — за (то есть «вместо») + достойник (то есть «достойно есть»).

## Использование
Поётся в следующих случаях:
- На Литургии Иоанна Златоуста:
  - в Пасху и все двунадесятые праздники, включая дни попразднств и отдания;
  - в Лазареву субботу;
  - в Преполовение Пятидесятницы. В день отдания Преполовения поётся его задостойник, а не пасхальный.
- Литургии Василия Великого:
  - в Великий четверг и в Великую субботу поётся ирмос 9-й песни канона утрени;
  - в остальные дни — гимн «О Тебе радуется».

Используется вместо «Достойно есть…» за последним возгласом анафоры:
Изря́дно о Пресвяте́й, Пречи́стей, Преблагослове́нней, Сла́вней Влады́чице на́шей Богоро́дице и Присноде́ве Мари́и.
Используется около 120 дней в году.